# 약령시 축제

약령시 축제(藥令市祝祭)는 조선 시대의 한약 재료 시장인 약령시의 전통을 계승해 열리는 한방문화 축제이다.
대한민국의 약령시 축제는 다음과 같이 곳곳에서 개최된다.
- 대구 약령시 축제
- 서울 약령시 축제
- 제천 약령시 축제

## 대구 약령시 축제
대구광역시에서 주최하는 약령시 축제이다. 조선 후기부터 대형 약령시가 형성된 대구 중구에서 매년 열린다. 상당히 큰 규모의 볼거리다.

## 서울 약령시 축제
서울 동대문구의 제기동과 용두동 일대에서 개최되는 약령시 축제이다.

## 제천 약령시 축제
조선 3대 약령시 중 하나인 전주 약령시가 있던 충청북도 제천시에서 개최되는 약령시 축제이다.

## 같이 보기
- 약령시